# Церковь Всех Святых (Краков)
 Памятник культуры Малопольского воеводства: регистрационный номер А-1023 от 28 декабря 1961 года.
Церковь Всех Святых, полное название — Церковь Всех Святых на Гурке-Косьцельницкой (пол.  Kościół Wszystkich Świętych) — католическая деревянная церковь, находящаяся на улице Подбялова, 6 в Кракове, Польша. Храм входит в туристический маршрут «Путь деревянной архитиектуры». Памятник культуры Малопольского воеводства.

## История
Храм располагался на территории бывшего села Гурка-Косьцельницка, которое сегодня является оседле Косьцельники в составе Кракова. Церковь была построена на месте предыдущего храма, который построила собственница Косьцельников Барбара Морштынова. Храм был освящён в 1698 году. В 1977 году церковь была перестроена. Последний ремонт состоялся с 1994 по 2000 год.
Бревенчатый храм принадлежит к поздней готике. Внутренний интерьер украшен ложными сводами, которые вместе со стенами расписаны полихромией. На стенах храма размещён Крестный путь, датируемый началом XX столетия. Алтарь в стиле рококо датируется XVIII веком. Нал алтарём находится икона Пресвятой Девы Марии Царицы Ангелов XVII века. В боковых алтарях находятся икона Иисуса Христа и Самарянки (XVIII век) и Святейшего Сердца Иисуса (середина XX века).
28 декабря 1961 года церковь была внесена в реестр памятников культуры Малопольского вокеводства (№ А-1023).
Около храма находится каменная звонница (1823 год), построенная Юзефом Водзицким и небольшой воинский некрополь времён Первой мировой войны.